# Enguridammen
Enguridammen eller Inguridammen (georgiska: ენგურის ჰიდროელექტროსადგური, enguris hidroelektrosadguri) är en hydroelektrisk damm vid Engurifloden i Georgien. Dammen är för närvarande världens högsta valvdamm med 272 meters höjd. Dammen, som ligger nära staden Dzjvari, skapar Dzjvarireservoaren.

## Historia
Sovjets ledare Nikita Chrusjtjov föreslog från början att bygga en större damm och hydroelektrisk kraftstation vid Bzipifloden. Experter informerade honom dock om att det skulle få förödande konsekvenser, med kraftig stranderosion vid kusten. Därför byggdes dammen i Enguri i stället, där påverkan på kustlinjen inte skulle bli lika omfattande.
Konstruktionen av Enguridammen inleddes år 1961. Dammen var färdigställd år 1978, men togs i drift först år 1987. År 1994 inspekterades dammen av ingenjörer från Hydro-Québec som fann att dammen befann sig i ett "sällsynt tillstånd av förfall". 1999 beviljade Europakommissionen att ge 9,4 miljoner euro till Georgien för brådskande reparationer av dammen. Reparationsarbetet inkluderade ett utbyte av dammbalkarna på den georgiska sidan och en reparation på en av de fem generatorerna på den abchaziska sidan. Totalt lånades 116 miljoner euro ut av EBRD, EU, den japanska regeringen, KfW och Georgiens regering. År 2011 beviljade den europeiska investeringsbanken ett lån på 20 miljoner euro för att slutföra reparationerna av Enguridammen och för att garantera en säker vattenuttömning mot Svarta havet vid Vardnilis vattenkraftsanläggning.

## Teknisk utrustning
Medan valvdammen ligger i den av Georgien kontrollerade delen av övre Svanetien, ligger den hydroelektriska kraftstationen (HES) i Galidistriktet i utbrytarrepubliken Abchazien. Enguris HES inkluderar 20 turbiner med en kapacitet på 66 MW var, vilket ger en total kapacitet på 1 320 MW. Dess genomsnittliga årliga elproduktionen är 3,8 TWh, vilket utgör cirka 46 % av Georgiens totala elförsörjning (år 2007).

## Drift
Den del av dammen som ligger i Georgiskt område sköts av det georgiska bolaget Enguri Ltd. Kraftstationen belägen på den abchaziska sidan styrs av det statligt kontrollerade abchaziska bolaget Tjernomorenergo. Enligt överenskommelsen mellan Georgien och Abchazien mottar Georgien 60 % av den producerade elektriciteten medan 40% går till Abchazien och delar av södra Ryssland.